# Lindsaea laxa
Lindsaea laxa là một loài dương xỉ trong họ Lindsaeaceae. Loài này được Kze., mô tả khoa học đầu tiên năm 1867.
Danh pháp khoa học của loài này chưa được làm sáng tỏ. 